# Flamenpolitik

La Flamenpolitik, littéralement Politique des Flamands, est une politique pratiquée par les autorités d'occupation allemandes lors des Première et Seconde Guerres mondiales en Belgique afin de permettre sa scission et sa germanisation.
Les Allemands ont fondé cette politique sur l'exploitation des problèmes linguistiques en Belgique, en particulier la discrimination de la langue néerlandaise en cours avant la Première Guerre mondiale et sur le pangermanisme.

## Première Guerre mondiale
La Flamenpolitik, mise en place au début de l'occupation allemande de la Belgique, consista tout d'abord à transposer des lois allemandes dans les différentes langues de la Belgique, afin de les appliquer au territoire nouvellement conquis. Mais à partir de 1916, un nouveau plan fut mis au point, afin que la Belgique n'ait plus la possibilité d'être un voisin hostile, et ce de façon permanente, et que l'Allemagne soit ainsi entourée d'États inoffensifs et ouverts à l'influence allemande. Ce plan impliquait la scission de la Belgique en deux entités, flamande et wallonne, et nécessitait donc que des mesures plus radicales soient prises.
La première université uniquement néerlandophone est fondée à Gand en 1916, et est baptisée du nom du gouverneur général Moritz von Bissing. Cette flamandisation de l'université de Gand était, de longue date, une revendication du Mouvement flamand. Les autorités allemandes soutinrent ensuite le Conseil de Flandre, qui proclama en 1917 l'autonomie de la Flandre. Le chancelier Bethmann-Hollweg encouragea les leaders nationalistes flamands à déclarer l'indépendance et à intégrer la sphère allemande et dans le même temps les forces d'occupation allemandes furent aidées et encouragées par les mouvements nationalistes wallons et flamands. Le gouverneur von Bissing constitua une commission pour préparer la division de ce pays et, par un décret le 21 mars 1917, sépara ensuite la Belgique en deux régions administratives : la Flandre — y compris Bruxelles, déjà en voie de francisation — et la Wallonie.
À l'inverse de la Flandre, la partie wallonne ne dispose pas de conseil. Pour abriter le siège de l'administration, les occupants choisissent Namur, ville la plus centrale de Wallonie. En cela, ils s'inspirent, en partie, de la décision de 1912 du mouvement wallon de reconnaître Namur comme la ville la plus centrale de Wallonie. L'entité wallonne est alors composée des quatre provinces belges du sud et d'une partie de la province de Brabant, l'arrondissement de Nivelles. L'entité flamande a comme siège Bruxelles et est composée des quatre provinces du nord ainsi que des arrondissements de Bruxelles et Louvain. C'est la première tentative, imposée par les troupes impériales, de diviser la Belgique en deux parties linguistiques, une néerlandophone et une francophone. L'occupant accorde satisfaction à certaines revendications flamandes tout en utilisant de manière erronée, pour se justifier, certaines positions du mouvement wallon. Ce dernier ne s'y trompe d'ailleurs pas puisque seuls quelques militants wallons, une dizaine, cautionnent cette réorganisation administrative. Ils seront lourdement condamnés après la guerre. Peu de fonctionnaires acceptent d’intégrer cette administration namuroise et les locaux prévus au Palais de Justice et à l’École des cadets peinent à être remplis, majoritairement par des opportunistes et même des flamands durent être appelés en renfort. L'historien hollandais Willemsen écrit ainsi que l'activisme wallon est quantité négligeable. À l'inverse, une partie importante du Mouvement flamand participe aux institutions créées par l'occupant. Cette division de la Belgique en deux, avec Bruxelles comme capitale de la Flandre, rejoint d'ailleurs la vision flamande d'un État fondé sur deux entités, alors que les Wallons prônent une Belgique à trois régions, Bruxelles étant reconnue comme une région à part entière. Encore aujourd'hui, cette dualité demeure avec la création de deux types d'entités fédérées : les Communautés basées sur la langue et les Régions fondées sur le territoire. Le nom de la politique allemande, Flamenpolitik, est d'ailleurs significatif, et le territoire de la Communauté flamande correspond, presque exactement, au découpage des Allemands en 1917.
Une lettre adressée à l'Empereur par le gouverneur général von Bissing donne un aperçu de la vision allemande de la Flamenpolitik, telle que formulée en 1917 :

« Conformément aux indications de Votre Majesté, j'applique toute mon énergie à développer le plus rapidement possible la politique flamande [Flamenpolitik] ordonnée par Votre Majesté. Après m’être entendu sur les mesures à prendre, le 17 du mois passé, avec le représentant du chancelier, le secrétaire d’état à l’Intérieur, j'ai institué une commission qui doit préparer la division de l'ancien royaume de Belgique en partie flamande et partie wallonne. Comme premier pas, j'ai, d'après l'avis de cette commission, divisé, par ordonnance du 21 écoulé, le territoire du gouvernement général en deux régions administratives, une flamande et une wallonne. En prenant pour base la limite linguistique, ces deux territoires sont bornés par les frontières des provinces et il n'y a que le Brabant qui sera divisé en deux.
À mesure que l'avancement des travaux le permettra, les ministères wallons seront transférés à Namur, tandis que les [ministères] flamands resteront à Bruxelles. Suivant nos prévisions, on commencera par le déplacement du ministère wallon de l’Industrie et du Travail à Namur. Dès maintenant, on prend des mesures pour trouver des locaux à Namur. La séparation des ministères sera suivie d’autres mesures de séparation. Il convient de signaler particulièrement l’organisation judiciaire.
Aux mesures de séparation des autorités belges se joindra la nomination de deux chefs d'administration allemands, pour la Flandre et la Wallonie, et cette désignation va même se faire, dès maintenant. Les espérances fondées sur la création d'une Flandre délivrée de l'influence des Wallons seront, espérons-le, réalisées et serviront alors certainement les intérêts allemands.
Je me permets cependant, d’ajouter qu'il ne serait pas bon d'abandonner à son sort la Flandre délivrée de là domination de la Wallonie, ou encore de la considérer comme un objet de marchandage dans les pourparlers de paix qui sont imminents. Si l'Empire allemand n’y prend garde, le sort de la Wallonie sera celui d'un ennemi de l'Allemagne, entièrement francisé. Une Wallonie rendue à l'influence française deviendrait automatiquement un instrument de domination anglaise et servirait de prétexte aux visées anglaises sur les côtes de la Flandre.
L'extension de la puissance allemande et de l'influence allemande en Wallonie ne me parait pas moins importante qu'en Flandre. Économiquement, la Wallonie vaut même plus pour l'Allemagne que la Flandre, à cause de son industrie, en particulier à cause de ses charbonnages que j'ai maintenus en pleine activité. Assurément, la valeur économique des Flandres grandira considérablement lorsque les trésors en charbon de la Campine seront exploités. Il faut montrer, en outre, qu'il y a entre Flamands et Wallons beaucoup de relations économiques qui doivent continuer après la séparation, si l'on ne veut pas que tous deux, ou au moins l'un des deux, ne subissent des dommages. La population wallonne est plus facile à manier et à diriger que la flamande. Les Flamands sont naturellement plus lourds et plus enclins à la résistance. Les Wallons sont plus légers et, s’ils gagnent beaucoup, s’ils ont quelques avantages sociaux, s'ils peuvent jouir de la vie, ils sont faciles à gouverner. En conséquence, je considère comme un devoir envers Votre Majesté et envers la patrie de faire remarquer qu’il faut avoir soin de conserver une Wallonie bien organisée à côté d'une Flandre bien organisée. »

## Seconde Guerre mondiale
Hitler pratiqua de nouveau cette politique de destruction de la Belgique. Cette nouvelle Flamenpolitik était aussi motivée par l'aryanisation des territoires belges.
Dans le cadre de cette politique, les autorités allemandes décidèrent de libérer tous les soldats néerlandophones (« Flamands »), ainsi que tous les sous-officiers d'active et de réserve qui étaient prisonniers de guerre à la suite de la capitulation de la Belgique. Tout militaire de ces catégories réussissant un test linguistique reçut son Entlassungschein lui permettant de regagner son foyer. Même si pratiquement tous les Bruxellois ainsi que certains militaires francophones réussirent le test, la plupart des Wallons restèrent dans les camps de prisonniers jusqu'à la fin de la guerre, en 1945. Cette mesure discriminatoire et vexatoire fut appliquée pour exacerber les problèmes communautaires belges et pour obtenir une meilleure collaboration des habitants du Nord du pays. Elle fut facilitée par le fait qu'en 1938 l'armée belge avait été divisée en régiments flamands et wallons.
On inclut aussi dans la Flamenpolitik la décision de l'armée allemande de ne pas bombarder les communes néerlandophones de la Belgique et de circonscrire les dégâts aux francophones, mais elle peut également être expliquée par l'utilité de ces bombardements : non seulement leur destruction affaiblissait les troupes alliées, mais les villes détruites entraînaient aussi beaucoup de civils sur les routes, ce qui rendait difficiles les mouvements des armées alliées qui devaient se mettre dans un premier temps sur la ligne Anvers-Namur comme il était convenu entre les États-Majors belge et français en cas d’invasion allemande. Cet « exode » pesa d'un poids nullement négligeable sur les opérations militaires des alliés durant la bataille de France. Les villes du Sud de la Belgique étaient donc bien plus stratégiques à bombarder. Il n'empêche qu'un ordre fut donné par von Brauchitsch le 22 mai 1940  d'épargner les villes flamandes, étant donné la ligne de conduite politique à tenir décidée par le Führer  alors qu'une grande partie de la Belgique était déjà tombée et que des villes comme Louvain avaient été rasées.